# Gnoma zonaria
Gnoma zonaria là một loài bọ cánh cứng trong họ Cerambycidae.